# Ribeirão do Santo Antônio
Ribeirão do Santo Antônio é um povoado (aglomerado rural) do município brasileiro de Divinolândia, no interior do estado de São Paulo.

## História

### Fatos históricos
Devido a erro de descrição de divisas, Ribeirão do Santo Antônio passou a fazer parte do município de Caconde em 1964, permanecendo nessa condição por 48 anos, até a aprovação da Lei nº 14.770 de 09/05/2012, que alterou as divisas de Caconde e Divinolândia, voltando a partir de então a pertencer a esse município.
Com as divisas corrigidas Divinolândia voltou a ter 1,7 mil hectares a mais.

## Geografia

### Localização
Localizado na divisa entre os estados de São Paulo e Minas Gerais.

### Demografia

#### População urbana
| Crescimento população urbana | Crescimento população urbana | Crescimento população urbana | Crescimento população urbana |
| Censo                        | Pop.                         |                              | %±                           |
| ---------------------------- | ---------------------------- | ---------------------------- | ---------------------------- |
| 2010                         | 207                          |                              | —                            |
| Fonte: IBGE e Fundação SEADE |                              |                              |                              |

Até o Censo 2010 (IBGE) Ribeirão do Santo Antônio era classificado pelo IBGE como aglomerado rural.

### Rodovias
O acesso ao povoado é feito por estradas vicinais.

## Serviços públicos

### Saneamento
O serviço de abastecimento de água é feito pela Companhia de Saneamento Básico do Estado de São Paulo (SABESP).

### Energia
A responsável pelo abastecimento de energia elétrica é a CPFL Santa Cruz (antiga CPFL Leste Paulista), distribuidora do grupo CPFL Energia.

## Atividades econômicas

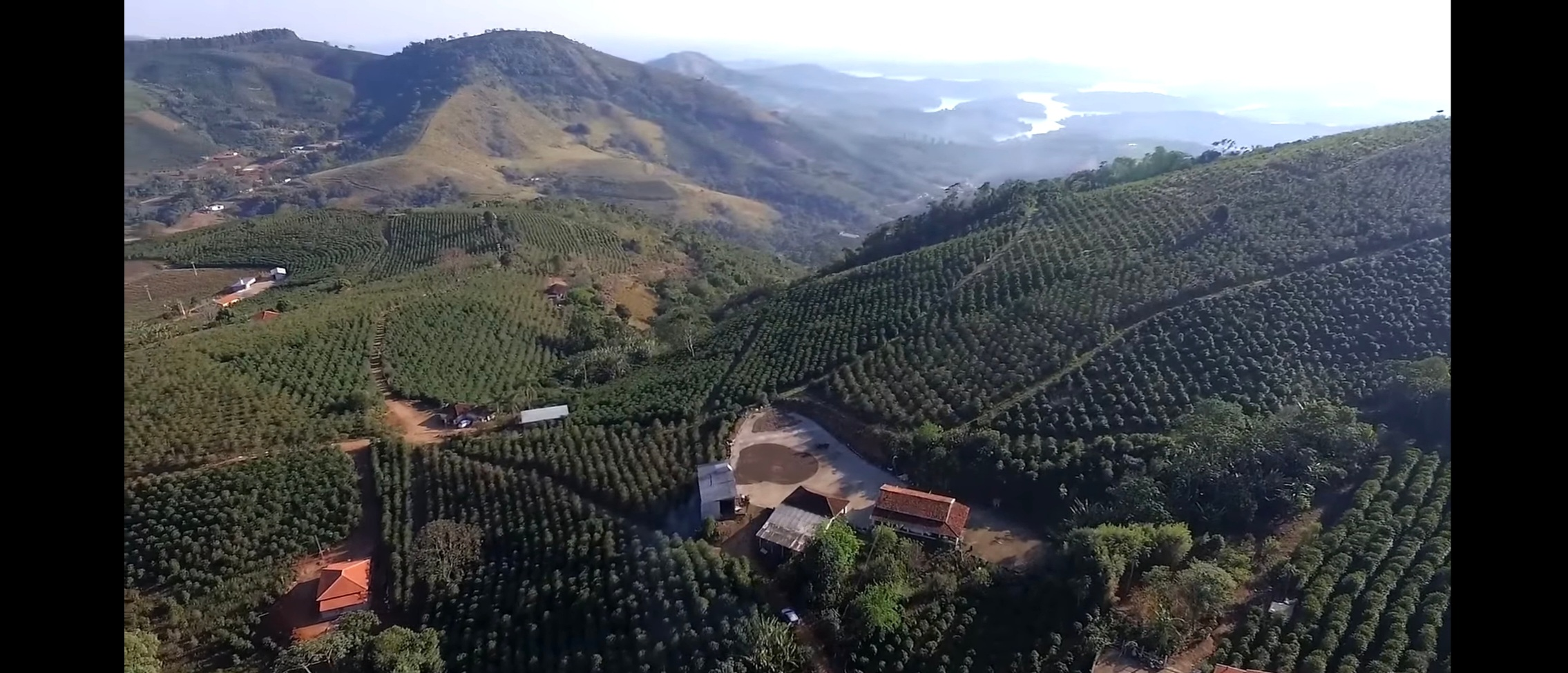
Plantação de café nos arredores de Ribeirão do Santo Antônio.

### Cafeicultura
Como possui altitudes acima de mil metros, solos derivados de ações vulcânicas e clima ameno, Ribeirão do Santo Antônio se destaca no cultivo de cafés especiais, e a produção de lotes especiais ocorre anualmente.
Em 2018 moradores acreditando no potencial da região se uniram em uma associação, surgindo a ACRISA (Associação dos Cafeicultores do Ribeirão do Santo Antônio), com intuito de fortalecer a cafeicultura familiar e o desenvolvimento da região como um todo.

## Religião
O Cristianismo se faz presente no povoado da seguinte forma:

### Igreja Católica
- A igreja faz parte da Diocese de São João da Boa Vista[14].

### Igrejas Evangélicas
- Assembleia de Deus - O distrito possui uma congregação da Assembleia de Deus Ministério de Madureira, vinculada ao Campo de Poços de Caldas[15].
- Congregação Cristã no Brasil[16].